# Legio XV Apollinaris

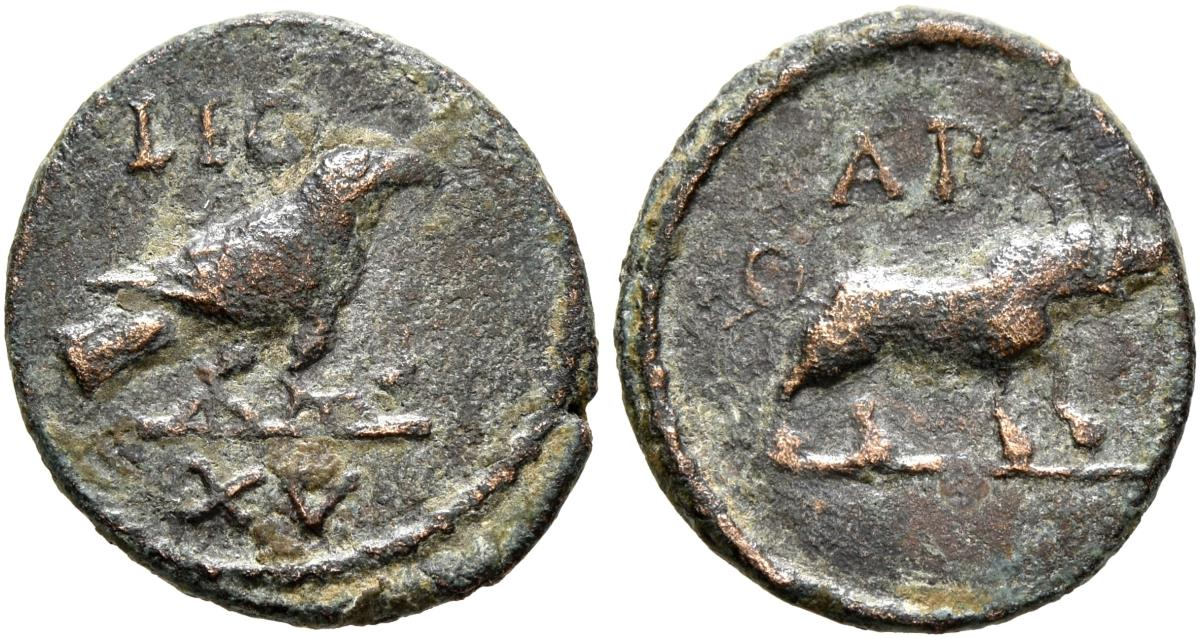
Tessera der Legio XV Apollinaris aus Kleinasien, vermutlich 2. Jhd. Die Vorderseite zeigt einen Raben und die Rückseite einen Eber.

Die Legio XV Apollinaris („Fünfzehnte Legion, dem Apollon geweiht“) war eine Legion der römischen Armee.
Tesserae, die der Legion XV zugeordnet werden können, belegen, dass das Signum der Legion ein Rabe war, ein heiliges Tier des Apollon. Vormals war vermutet worden, dass es sich um einen Greif gehandelt haben könnte.

## Geschichte der Legion

### Vorläufer
Eine Legio XV wurde von Gaius Iulius Caesar im Jahr 53 v. Chr. in Gallia cisalpina aufgestellt und in Gallien von Titus Labienus ausgebildet. Ihren ersten Einsatz hatte sie im Gallischen Krieg gegen die norischen Japoden, die cisalpine Städte, darunter Aquileia und Tergeste (Triest) angriffen. Im Jahr 50 v. Chr. übergab Caesar die Legion an Gnaeus Pompeius Magnus und die Senatspartei.
Der Senat verlegte die Legion von Aquileia nach Capua. Als Caesar im Jahr 49 v. Chr. nach Italien einmarschierte schloss sich ihm die Legio XV wieder an. Caesar sandte die Legion nach Africa, wo sie 49/48 vernichtet wurde.

### Republik
Die Legio XV wurden um 41 v. Chr. von Octavian, dem späteren Kaiser Augustus, aufgestellt. Octavian setzte die Legion gegen Sextus Pompeius, der Sizilien besetzt hatte und die Getreideversorgung Roms bedrohte, in der Seeschlacht von Naulochoi 36 v. Chr. ein. Vermutlich nahm die Legion 35 bis 33 v. Chr. an Octavians Krieg im Illyricum, in dessen Verlauf die Iapodes, Karner und Taurisker unterworfen wurden, teil. Nach der Schlacht bei Actium und dem Ende der römischen Bürgerkriege (31 v. Chr.) wurde die Legion, die spätestens zu dieser Zeit den Beinamen Apollinaris erhielt, von Augustus in die reguläre Armee übernommen.

### Julisch-claudische Dynastie
Vermutlich setzte Augustus die Legion zwischen 27 und 19 v. Chr. in der Provinz Hispania Tarraconensis im Kantabrischen Krieg gegen die Kantabrer, Asturer und Lusitaner ein. Augustus siedelte Veteranen in Ateste Este in Venetien an und verlegte die Legion nach Illyricum, wo sie vermutlich in Siscia (Sisak) oder Emona (Ljubljana) stationiert wurde.
6 n. Chr. führte Tiberius mindestens acht Legionen (Legio VIII Augusta aus Pannonia, Legio XX Valeria Victrix und Legio XV Apollinaris aus Illyricum, Legio XXI Rapax aus Raetia, Legio XIII Gemina, Legio XIIII Gemina und Legio XVI Gallica aus Germania superior und eine unbekannte Einheit) von Süden gegen Marbod, den Markomannenkönig, während die Legio I Germanica, Legio V Alaudae, Legio XVII, Legio XVIII und Legio XIX von Norden anmarschierten. Das stellte die Hälfte des gesamten Militärpotentials der Römer zu der Zeit dar. Kurz nach Beginn des Feldzugs im Frühjahr des Jahres 6 brach Tiberius ihn wieder ab, als er die Nachricht vom Pannonischen Aufstand erhielt. Allerdings schloss Tiberius noch einen Freundschaftsvertrag mit Marbod, um sich vollkommen auf die schwere Aufgabe in Pannonien zu konzentrieren an der auch die Legio XV Apollinaris beteiligt war.
Nach der Vernichtung der drei Legionen XVII, XVIII und XIX in der Varusschlacht (9 n. Chr.) waren Truppenverlegungen erforderlich. Die Legio XV Apollinaris wurde möglicherweise nach Emona (später Colonia Iulia, heute Ljubljana) und/oder Vindobona (Wien) in Pannonia verlegt. Doch vermutlich war die Legio XV Apollinaris in augustäisch-tiberischer Zeit in Emona (Ljubljana) stationiert.

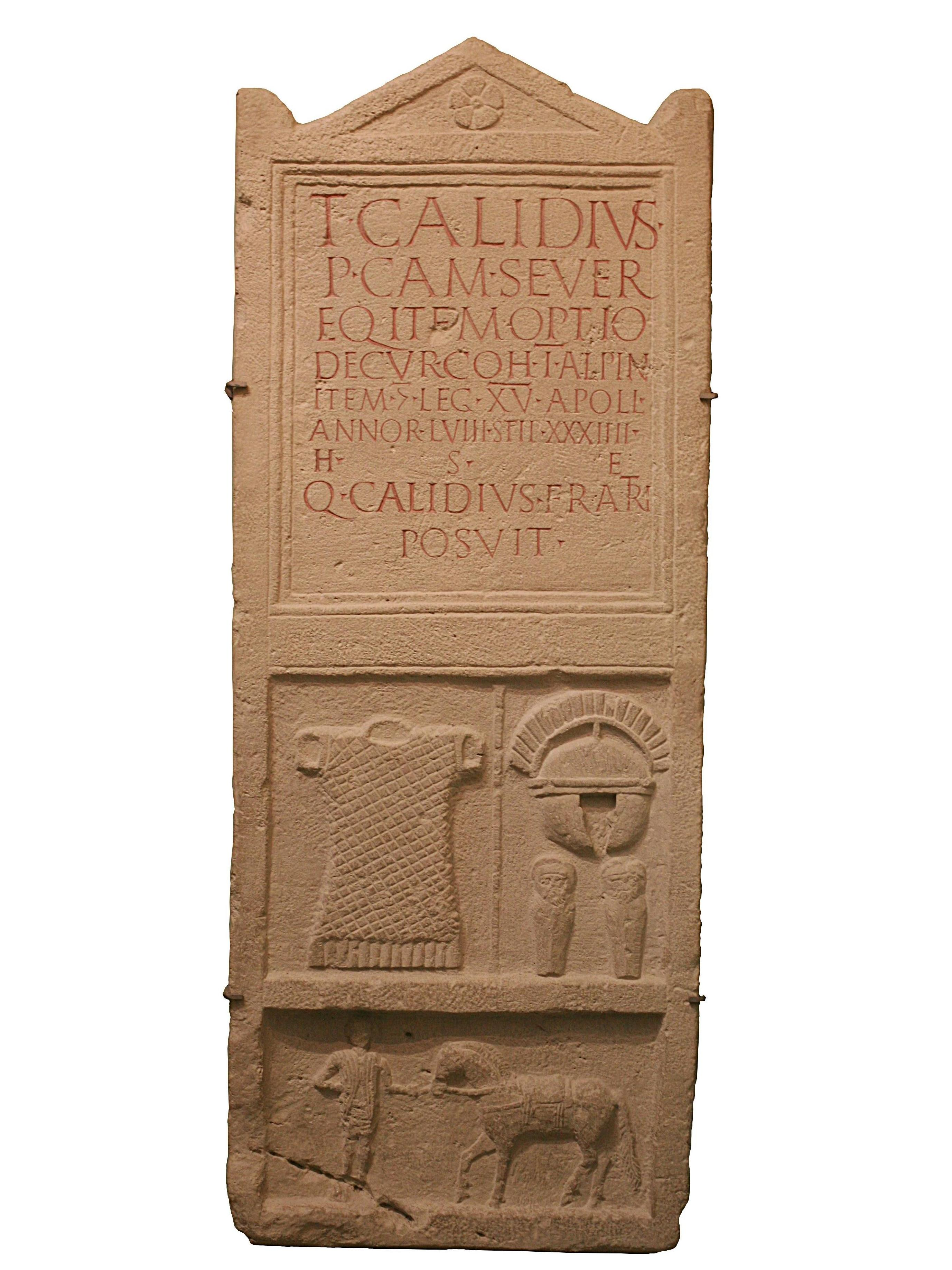
Grabstein des Centurio Titus Calidius Severus der Legio XV in Carnuntum

Nach dem Tod Augustus’ kam es im Sommer 14 n. Chr. im gemeinsamen Sommerlager der drei Pannonischen Legionen (Legio VIIII Hispana, Legio XV Apollinaris und Legio VIII Augusta) zu Unruhen. Drusus der Jüngere konnte die Lage aber rasch und ohne größere Komplikationen beruhigen, worauf die Legionen in ihre getrennten Winterlager abrückten.
Spätestens seit 14/15 n. Chr. war die Legion in Carnuntum stationiert, um die Markomannen jenseits der Donau zu überwachen. Um das Legionslager entwickelte sich in der Folge eine ausgedehnte Lagerstadt (canabae legionis). Kaiser Claudius gründete die „Colonia Claudia Savaria“ (heute Szombathely) und siedelte dort Veteranen der Legion an.
Möglicherweise war ein Teil der Legion im frühen 1. Jahrhundert in Lauriacum stationiert, doch ist diese Theorie umstritten. Ziegelstempel im Kleinkastell Stopfenreuth und im Kastell Zeiselmauer weisen die Bautätigkeit der Legion nach.
Um 53/54 war Gaius Rutilius Gallicus Legat der Legio XV Apollinaris.

### Einsätze unter Nero
Unter Nero (54–68) war Aulus Marius Celsus Legat der Legio XV Apollinaris, als diese 62/63 in Carnuntum von der Legio X Gemina abgelöst und auf Befehl des Gnaeus Domitius Corbulo wegen der Armenienkrise zur Verstärkung der dortigen römischen Truppe nach Syria verlegt wurde. Grund hierfür waren die Auseinandersetzungen mit dem Partherreich um mehr Einfluss im armenischen Königreich. Die Legion marschierte in Armenien ein, wodurch die Parther ohne weitere Kämpfe zu einem Friedensvertrag gezwungen werden konnten. An den Kampfhandlungen war die Legion nicht beteiligt, sondern sicherte das Hinterland. Dann wurde die Legion (für kurze Zeit) nach Alexandria verlegt. Die Legion sollte von dort in Feldzügen Neros nach Äthiopien und zum Kaspischen Meer eingesetzt werden. 66 n. Chr. kam es zum Ausbruch des Jüdischen Krieges. Der Sohn des durch Nero ernannten Oberbefehlshabers Vespasian (wurde später Kaiser) über die judäischen Legionen Titus (wurde später ebenfalls Kaiser) übernahm Anfang 67 als Legat die Legio XV Apollinaris. Die Legion erreichte im Frühjahr 67 Ptolemais und reihte sich ein in das von Vespasian geführte Heer zur Bekämpfung der jüdischen Rebellen, welches nun aus der Legio V Macedonica, der Legio X Fretensis und der Legio XV Apollinaris bestand. Im Sommer 67 erschien das Heer vor Jotapata und eroberte die Stadt nach einer 47 Tage andauernden Belagerung. Nach der Eroberung wurde der versteckte jüdische General Joseph ben Mathitjahu ha Kohen (später Flavius Josephus benannt) gefangen genommen. Josephus schildert die Belagerung, Angriffe und Ausfälle, Taktik und Waffentechnik im 7. Kapitel des 3. Buches des Jüdischen Krieges. Außerdem beteiligte sich die Legion an den Kampfhandlungen um Iapha, Gischala, Tiberias, Tarichea und Gamala. Der Aufstand wurde in Iudaea weitgehend niedergeschlagen. Nur Jerusalem und die Festung Masada am Toten Meer leisteten noch erbitterten Widerstand.

### Vierkaiserjahr und Flavische Dynastie

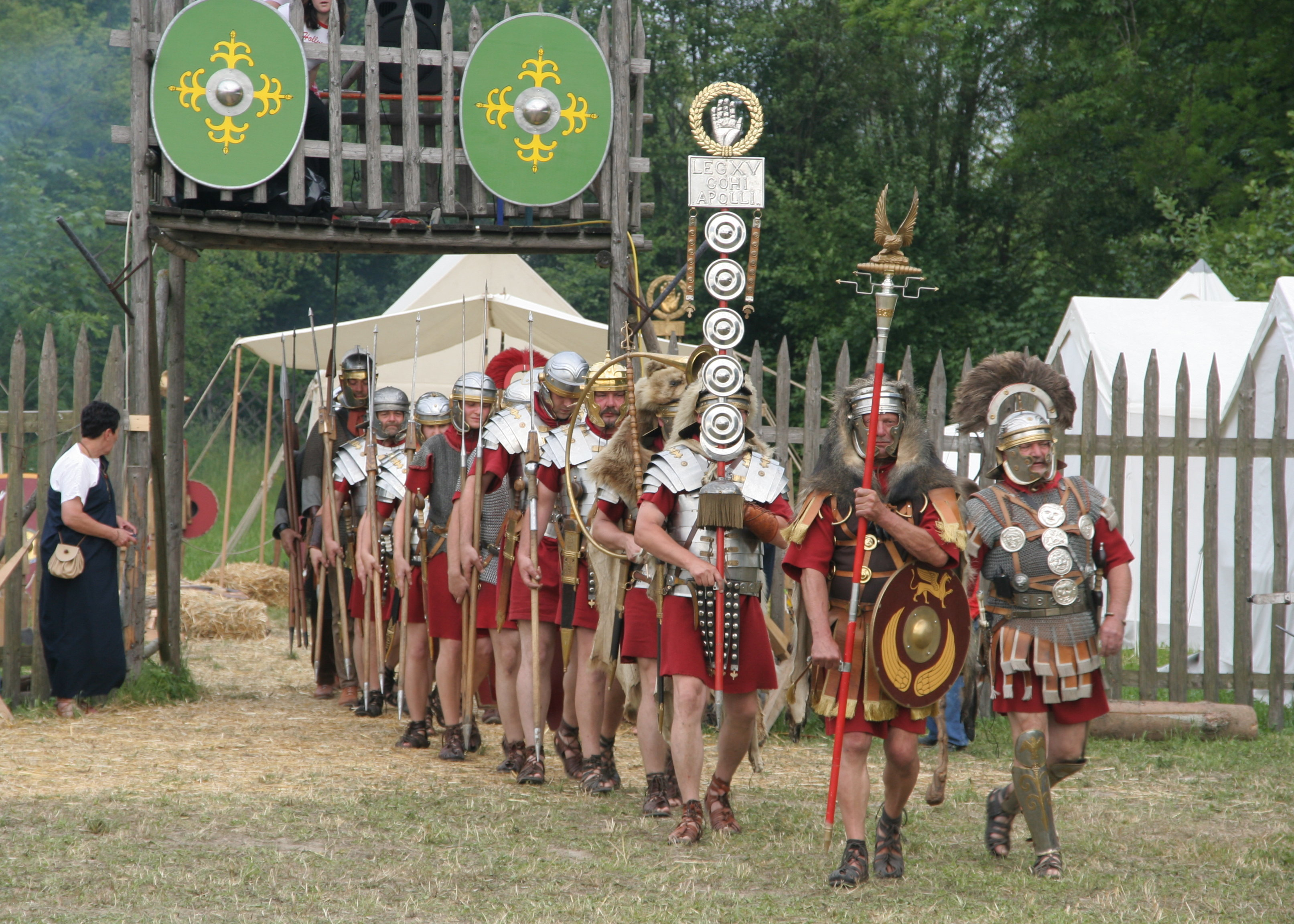
Nachgestellte Abteilung der Legio XV mit Centurio (rechts) und Standarten

Im Vierkaiserjahr 69 gehörten die iudaeischen Legionen zu den Ersten, die Vespasian als Kaiser anerkannten. Ein Teil der Legion marschierte mit Gaius Licinius Mucianus gegen Rom, doch war Vitellius bereits gestürzt als Mucianus in der Hauptstadt eintraf. Im Jahr 70 n. Chr. avancierte Titus zum Oberbefehlshaber der römischen Orientarmee aus den 4 Legionen (der Legio V Macedonica, der Legio X Fretensis, der Legio XII Fulminata und der Legio XV Apollinaris). Marcus Tittius Frugi wurde sein Nachfolger als Legat der Legio XV. Im gleichen Jahr begann die Belagerung von Jerusalem, der zentralen Festung der Aufständischen. Die Belagerung von Jerusalem dauerte fünf Monate und verursachte unter der Stadtbevölkerung eine massive Hungersnot. Schließlich führte ein unter großen technischen Aufwand vorbereiteter Sturmangriff der Römer zur Einnahme der Stadt und zur Niederbrennung und Plünderung des Zweiten Jerusalemer Tempels. Bei den Siegesfeiern zur Eroberung von Jerusalem (70 n. Chr.) wurden zahlreiche jüdische Gefangene zur Schau gestellt und getötet. Nach der Zerstörung Jerusalems marschierte die Legion zuerst nach Caesarea Maritima und über Caesarea Philippi zurück nach Syrien. Den Winter 70/71 verbrachte die Legion in Zeugma am Euphrat. Anschließend begleitete sie ihren Feldherrn Titus nach Alexandria zurück. Von dort machte sie 71 wieder auf den Weg nach Carnuntum zurück, vermutlich zunächst wieder auf dem Landweg bis Cappadocia. In einigen syrischen Städten und Cappadocia wurde die Legion mit Rekruten aufgefüllt. Der Rückweg über Schwarzes Meer und Donau erfolgten zu Schiff. Das ursprüngliche Holz-Erde-Lager in Carnuntum wurde von der Legion im Jahr 73 n. Chr. durch einen Steinbau ersetzt.
Im Winter 85/86 drangen starke dakische Kriegerhorden des Königs Diupaneus von Norden über die Donau in die römische Provinz Moesia ein und trafen die Römer völlig unerwartet. Der Statthalter Gaius Oppius Sabinus fiel im Kampf und die Angreifer konnten fast zügellos plündern und brandschatzen. 86/87 befehligte Cornelius Fuscus eine Armee im Kampf gegen die Daker unter deren König Decebalus. Er erlitt zu Beginn der Dakerkriege eine vernichtende Niederlage, bei der die V Alaudae vermutlich aufgerieben wurde. Im Jahr 88 drang der römische Feldherr Lucius Tettius Iulianus in dakisches Gebiet ein. In der Schlacht von Tapae siegte das römische Heer, zu dem auch die Legio XV Apollinaris gehörte, über Decebalus. Decebalus und Domitian handelten im Jahre 89 n. Chr. einen Frieden aus, bei dem Decebalus formal römischer Klient wurde und die Römer ihn dafür mit Geld und Waffen bezahlten.

### Adoptivkaiser und Antoninische Dynastie
Der Bau des pannonischen Legionslagers Brigetio, das während der Regierungszeit des Kaisers Trajan (98–117) oder laut der im Lager geborgenen Bauinschrift um 124/128 n. Chr. errichtet wurde, entstand durch die seit 89 n. Chr. in Pannonien eingesetzte Legio I Adiutrix, wobei sie laut der vorgefundenen Ziegelstempel von Vexillationen (Abteilungen) der drei anderen pannonischen Legionen an der suebischen Front – der XIII Gemina, der XIIII Gemina und der XV Apollinaris – unterstützt wurde. Vermutlich nahmen ebenfalls nur Vexillationen der XV Apollinaris an Trajans Dakerkriegen (101–106) teil und kehrten anschließend nach Carnuntum zurück.
Möglicherweise wurde die Legio XV Apollinaris unter Trajan nach Ägypten in den Osten des Reiches versetzt, um dort die in Arabia Petraea eingesetzte Legio III Cyrenaica zu ersetzen. Es wurde auch vermutet, dass Trajan die Legion oder Teile davon in den Jahren 114 bis 116 in Armenien und Mesopotamien im Krieg gegen die Parther einsetzte. Trajan siedelte Veteranen in Taucheira (Libyen) an.
Trajans Nachfolger Hadrian (117–138) stationierte die Legio XV Apollinaris in Satala (Sadak) in Kleinarmenien, wo sie die nach Samosata an den Euphrat abkommandierte Legio XVI Flavia Firma ersetzte. Dort bewachte die Legio XV die Grenze zum unabhängigen Königreich Armenia. Teile der Legio waren dauerhaft in Trapezus (Trabzon) und Ancyra (Ankara) stationiert. Im Jahr 135 nahmen die XV Apollinaris unter ihrem Legaten Marcus Vettius Valens und eine große Vexillation der XII Fulminata am Feldzug des kappadokischen Statthalters Flavius Arrianus gegen die eingefallenen Alanen teil. Das vormalige Stammlager der Legion in Pannonien, Carnuntum, übernahm die Legio XIIII Gemina.
Von 162 bis 166 nahm die Legion am Partherkrieg des Lucius Verus teil. Eine Vexillation der Legionen XII Fulminata und XV Apollinaris eroberte die armenische Hauptstadt Artaxata. Im benachbarten Caenopolis stellte die Vexillation für etwa 20 Jahre die Garnison, während die Legionen nach Cappadocia zurückkehrten. Eine Vexillation der XV Apollinaris war am ersten Markomannenkrieg (166–176) Mark Aurels beteiligt und wurde mit dem Regenwunder im Quadenland in Verbindung gebracht. 175 n. Chr. empörte sich Avidius Cassius, der Statthalter von Syrien, gegen Mark Aurel. Die Legio XV blieb dem Kaiser treu und erhielt vermutlich dafür nach der Niederschlagung des Aufstandes den zusätzlichen Beinamen Pia Fidelis („pflichteifrig und treu“).
Gegen Ende des 2. Jahrhunderts wurde Pityus (Pizunda in Abchasien) ebenfalls Garnisonsort der Legion.

### Severer und Soldatenkaiser

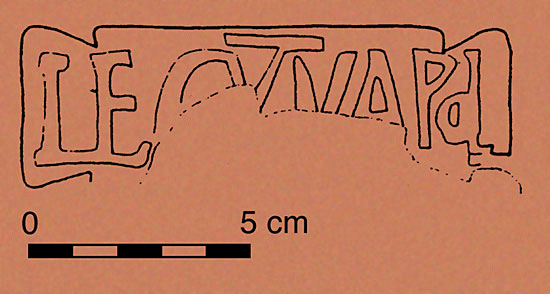
Ziegelstempel LEG XV APOL

Wahrscheinlich nahm die Legion gegen Ende des 2. Jahrhunderts an den Partherkriegen (194 und 197–198) des Kaisers Septimius Severus teil, die mit der Einnahme der parthischen Hauptstadt Ktesiphon endeten. Die Legion nahm 217 an Caracallas Partherkrieg teil. Unter Severus Alexander (222–235) kämpfte die Legion gegen das Sassanidenreich, die neue Großmacht im Osten.
Auch Kaiser Gordian III. (238–244) setzte die Legion vermutlich gegen die Sassaniden ein, bevor sein Nachfolger Philippus Arabs (244–249) mit den Sassaniden Frieden schloss. Im Jahr 254 wurde der Garnisonsort Pityus von den Borani erfolglos angegriffen. Unter Kaiser Valerian (253–260) griffen die Sassaniden die Provinzen Syria, Cilicia und Cappadocia an. Sie besetzten um 256 n. Chr. Satala und plünderten im Jahr 258 Trapezus, beides Garnisonsorte der Legio XV Apollinaris. Auch Pityus wurde 258 von den Borani erobert. Valerians Gegenschlag endete mit der Gefangennahme des Kaisers in der Schlacht von Edessa. Erst Septimius Odaenathus (261–267) konnte die Lage stabilisieren.

### Spätantike
Im Jahr 297 wurde die Legio I Pontica in der neugeschaffenen Provinz Pontus Polemoniacus in Trabzon stationiert, wo sie wahrscheinlich eine Vexillation der Legio XV Apollinaris ablöste. Diokletian (284–305) erlangte die Kontrolle über einige Gebiete im nördlichen Mesopotamien und schloss 298 mit den Sassaniden einen Friedensvertrag.
Im frühen 5. Jahrhundert war die Legio Quintadecima Apollinaris in Satala stationiert und unterstand dem Dux Armeniae. Danach wurde die Legion nicht mehr erwähnt.